# モーリシャスの音楽

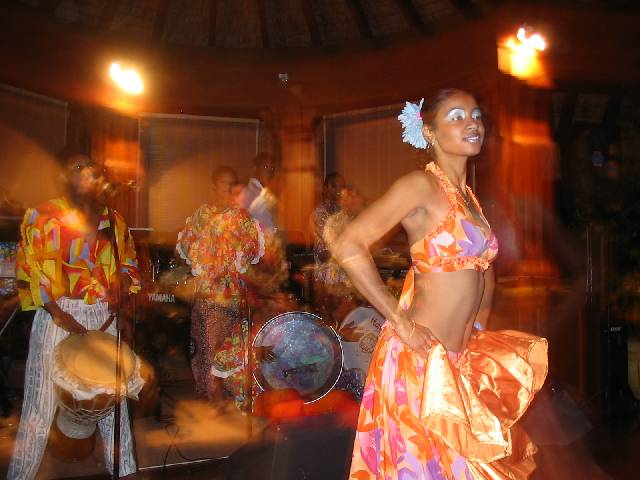
モーリシャスのポワント・オ・ピモンでセガを演奏する女性

モーリシャスの音楽（モーリシャスのおんがく、Music of Mauritius）はモーリシャス共和国で親しまれている音楽を指す
モーリシャスの伝統音楽としてセガ・ミュージックが知られているが、レゲエ、ズーク、スークース、その他のジャンルも人気がある。しかし、後者のジャンルはモーリシャスに由来するものではない。モーリシャス出身の有名な伝統的なセガ・シンガーには、ティ・フレール、マレーネ・ラヴァトン、セルジュ・ルブラス、ミシェル・ルグリ、ファンファンなどが存在する。
モーリシャスのミュージシャンは非常に才能があり、何年にもわたってモーリシャスの音楽は国際基準にまで進化している。島にはジャズやブルースのアーティストが数多く存在する。
セガ、セゲエ、レゲエは、モーリシャスのアーティストの間でモーリシャスで最も人気のある音楽。人気のあるインターネット接続に基づいて、R&B、ヒップホップ、ソウル、ダブステップ、クラブ、テクノ、その他のポピュラー音楽スタイルを演奏する進化したアーティストも存在する。
セガは通常、モーリシャスの母国語であるクレオール語で歌われる。一部の歌手は、セガの歌の英語版も公開することを計画していたが、モーリシャスのローカル音楽の独自性と文化的豊かさを維持するために、後に中止された。
オリジナルの楽器である「ラバーネ」、「トライアングル」、「マラヴァーネ」、および伝統的なギターは、より一般的なオーケストラ楽器に置き換えられることがよくある。しかし、沿岸の漁村では伝統的な楽器が今でも使われている。
2015 年までに、人気のあるモーリシャスのセガ・アーティストには、アラン・ラマニスム、デジレ・フランソワ、ジアカゾムが含まれていた。他の有名なモーリシャスのアーティストは、カカ ズールーとプロフェシー。

## セガ
セガは、モーリシャスで最も人気のある音楽とダンスの1つである。伝統的な楽器には、ラヴァン、ヤギの皮で覆われたドラム、トライアングル、マラヴァンが含まれる。
セガがいつ誕生したかは定かではない。ほとんどの人は、セガの音楽とダンスの起源は奴隷時代にあると主張していますが、研究ではこれを事実として確立していない。今日、モーリシャス人は自己表現の一形態としてセガを歌っている。田舎の音楽には、モーリシャスのボージュプリの歌、カワルが含まれる。これは契約労働の時代にさかのぼり、モーリシャスの村で人気があったが、現在は急速に姿を消しつつある。
この2つを融合させたグループや、各ジャンルのルーツに深く関係するグループが数多く形成されてきた。 カッシャは、モーリシャスだけでなく、レユニオンなどの近隣の島々でも人気を博しているグループの例である。彼らのシングル「Mo fami Peser」は、奴隷制後の黒人の年季奉公労働者の生活がどのように進化したかを示している。海の汚染が進むにつれ、漁師としての生活が困難になり、都会での普通の仕事を見つけようとしても、平穏な漁師生活を好むことを物語っている。

## モーリシャスのアジア音楽
インドの移民は、シタールやタブラなどの楽器とともに、独自のスタイルの音楽とダンスをもたらした。モーリシャスを拠点とするボージュプリの音楽もインド系の人々に人気があるが、現在では「ニーラジ・グプタ・ムドゥ」やボージュプリ・ボーイズなどのアーティストの作品を通じて主流の魅力を獲得している。ボージュプリーの歌詞、セガ・ビート、伝統的なインド音楽とボリウッド スタイルの音楽の融合は、モーリシャス人の間で人気を博しており、「ランガルー」は彼らの有名な曲の1つである。中国からの移民はまた、モーリシャス文化に中国音楽の伝統の要素を吹き込んでいる。

## モーリシャスのロック ミュージック
モーリシャスでは最近、ロック・ミュージックが非常に人気があり、 Xブリード・スーパーソウル 、フィードバック、スケプティカル、ケルプ、リボーン・オルレアンなど、よりメタル/ハード ロックに近いバンドが有名になった。2018年には、アンダーグラウンド・ロック・フェスティバル・イニシアチブの出現により、アポストロフィ、ディヴァイデッド、アンマインド、リヴォルト、キング・オブ・ノートなど、他の多くのバンドが主流の認知を得始めた。

## 音楽グループと歌手
モーリシャスの著名な音楽グループと歌手のリスト。

### グループ
- Abaim
- Bhojpuri Boys
- Blackmen Bluz
- Blakkayo
- Cassiya
- Cardiac Rage
- Damien Elisa
- Dylan Grh
- Don Panik
- Double K
- Evolozik
- Gangsta Beach
- Grup Latanier
- Jah Mike
- Kadanse Tropical
- Kreol Jazz Pioneers
- Steel Grooving band
- Mauritian All Stars
- Nas-T Black
- Natty Jah
- Otentik Street Brothers (OSB)
- Reborn Orleans
- Skeptikal
- Solda Kazbad
- Supa Sane
- The Prophecy
- Versaya
- Wake Up Team (WU TEAM)
- Xbreed Supersoul
- Zenfant L'ocean
- Zotsa

### 歌手
- Alain Ramanisum
- Alphonse Ravaton (Ti-Frère)
- Bam Cootayen
- Berger Agathe
- Bruno Raya
- Clarel Armelle
- Claudio Veeraragoo
- Coulouce
- Dagger Killa
- Dave Dario
- Denis Azor
- Denis Claude Gaspard
- Desiré François
- Didier Clarel
- Dylan Gooriah
- Eric Triton
- Fanfan
- Frico Labelle
- Gassen Singaron (Cozé Mamé)
- Jean Claude Gaspard
- Havana_Brown_
- Kenjee Kennedy
- Kaya
- King
- Laura Beg
- Laval Disco
- Linzy Bacbotte
- Mamie Kloune
- Marki Evolution
- Mario Armel
- Mario Ramsamy
- Mario Justin
- Mary Jane Gaspard
- Menwar
- Michel Legris
- Mr Love (Ludovic Lamarque)
- Natty Jah
- Nancy Derouger
- Negro Pou La Vi
- Neeraj Gupta Mudhoo
- Nitin Chinien
- Nitish Joganah
- Ras Natty Baby
- Renel Trapu
- Sandra Mayotte
- Serge Lebrasse
- Siven Chinien
- Sky To Be (Jean Patrice Kevin Dina)
- Sona Noyan
- Suchita Ramdin
- Sylvain Kaleecharan
- System R
- Tian Corentin
- Vishnu Carombayeni
- Yoan Catherine
- ZENO
- Ziakazom
- Zulu